# Inner Mongolia Yitai Coal
Inner Mongolia Yitai Coal Company Limited — китайская энергетическая корпорация, специализирующаяся на добыче и переработке угля. Основана в 1997 году, штаб-квартира в Ордосе. Входит в число крупнейших публичных компаний страны и мира.

## История
Компания Inner Mongolia Yitai Coal была основана в августе 1997 года путём выделения угольных активов материнской Yitai Group; в 2012 году вышла на Гонконгскую фондовую биржу; в 2024 году заняла 1937-е место в рейтинге Forbes Global 2000.

## Деятельность
Inner Mongolia Yitai Coal добывает, перевозит и продаёт уголь, а также занимается углехимией и дистрибуцией нефтепродуктов. Компания входит в состав государственного конгломерата Inner Mongolia Yitai Group Co. Ltd.. По итогам 2023 года основные продажи компании пришлись на уголь (80,4 %), углехимию (18,4 %) и транспорт (1,1 %).

## Акционеры
Крупнейшими акционерами Inner Mongolia Yitai Coal являются Inner Mongolia Yitai Investment (23,49 %), China Merchants Securities (3,16 %), The Vanguard Group (3,09 %), BlackRock (2,46 %), Ху Цзяин (0,74 %), Лю Цзинъюань (0,65 %), Geode Capital Management (0,4 %).